# Hirnytske
Hirnytske (en ukrainien : Гірницьке, en russe : Горняцкое, Gorniatskoïe) est une commune urbaine de l'est de l'Ukraine, dans l'oblast de Donetsk, dépendante du raïon de Raïon de Horlivka, et de la communauté urbaine de Snijne. Sa population s'élevait à 1158 habitants en 2019.

## Géographie
La commune se situe près des sources de la rivière Olkhovtchyk, affluente du fleuve côtier Mious, qui se jette plus au sud dans la mer d'Azov. Elle est assise sur le Plateau du Donets, à 271 mètres d'altitude. Elle est limitrophe des communes urbaines de Brajyne et de Lymanchouk. Elle se trouve à 5,5 km au sud-est de la ville de Snijne, et à 77 km à l'est de la ville de Donetsk, près de la limite administrative avec l'oblast de Louhansk.